# Kitz
Kitz est une série télévisée dramatique allemande en six épisodes d'environ 43 minutes réalisée par Maurice Hübner et Lea Becker et mise en ligne le 30 décembre 2021 sur la plateforme Netflix.

## Distribution
- Sofie Eifertinger (de) (VF : Marion Perronet) : Lisi Madlmeyer
- Bless Amada (VF : Marc Baptiste) : Dominik Reid
- Valerie Huber (de) : Vanessa von Höhenfeldt
- Zoran Pingel (de) (VF : Guillaume Beaujolais) : Kosh Ziervogel
- Ben Felipe (VF : Baptiste Caillaud) : Hans Gassner
- Krista Tcherneva : Pippa
- Felix Mayr (de) : Joseph Madlmeyer
- Tatjana Alexander : Mitzi Madlmeyer
- Marlene Burow (de) (VF : Sophie Faguin) : Patrizia Von Höhenfeldt
- Souhaila Amade : Antonia
- Florence Kasumba : Regine Forsell
- Johannes Zeiler : Georg Madlmeyer
- Steffen Wink (de) : Ferdinand von Höhenfeld
- Alexander Gaida (de) : Basto
- Andreas Pietschmann : Conny Breidenbacher
- Wolf Bachofner : Arnold Gassner
- Simone Fuith (de) : Helma Gassner

 Source et légende : version française (VF) sur RS Doublage

## Épisodes
1. Compte à rebours (Countdown)
2. La Souricière (Mausefalle)
3. Hors-piste (Aus der Spur)
4. Dégel (Tauwetter)
5. Avalanches (Lawinen)
6. En cendres (Asche)